# Long Beach
För andra betydelser, se Long Beach (olika betydelser).
Long Beach är en stad i södra Los Angeles County i Kalifornien, vid stillahavskusten. Staden ligger cirka 30 kilometer från Los Angeles centrum. Long Beach har 463 956 invånare (2005) på en landyta av 130,6 km² (totalt 170,6 km² med vatten) och är den femte största staden i Kalifornien och den näst största i Los Angeles County.
Long Beach grundades 1880. Det är Los Angeles-områdets viktigaste hamnstad. I hamnområdet ligger den legendariska kryssaren Queen Mary permanent förtöjd sedan 1967. Staden ligger vid Los Angeles Countys gräns mot Orange County i sydväst och gränsar till staden Seal Beach i detta county. Den lilla staden Signal Hill är helt omgiven av Long Beach.
Long Beach är ett mycket blandat område, med den stora kommersiella hamnen, småbåtshamn, vissa välmående områden samt nedgångna delar som under lång tid varit skådeplats för exempelvis gängbrottslighet. Sedan 1990-talet har de centrala hamnnära områdena upplevt något av en renässans med satsningar på strandpromenader, restauranger och turistliv.

## Befolkning
Enligt folkräkningen år 2011 hade Long Beach 465 576 invånare. Long Beachs invånare identifierade sig själva (enligt United States Census Bureau) som:  45,16 procent "vita", 14,87 procent afroamerikaner, 0,84 procent "indianer"/amerikansk ursprungsbefolkning, 12,05 procent asiater, 1,21 procent samoaner/polynesier, 20,61 procent "av annat ursprung" och 5,27 procent "av flera ursprung". Merparten vita hade latinamerikanskt ursprung.
Long Beach är den mest etniskt blandade staden i USA  . Till exempel har Long Beach den näst största kambodjanska befolkningen utanför Kambodja (efter Paris); ett mindre område vid Anaheim Boulevard kallas "Little Phnom Penh". I staden bor även relativt stora grupper från Tonga och Samoa. 
Per capita-inkomst var (år 2000) US$ 19 040. Av Long Beachs befolkning beräknades cirka 22,8 procent leva under fattigdomsgränsen (år 2004) jämfört med 13,1 % för hela USA och 13,3 procent för Kalifornien. Long Beach har alltså den största andelen fattiga bland de 10 största städerna i Kalifornien .

## Downtown Long Beach

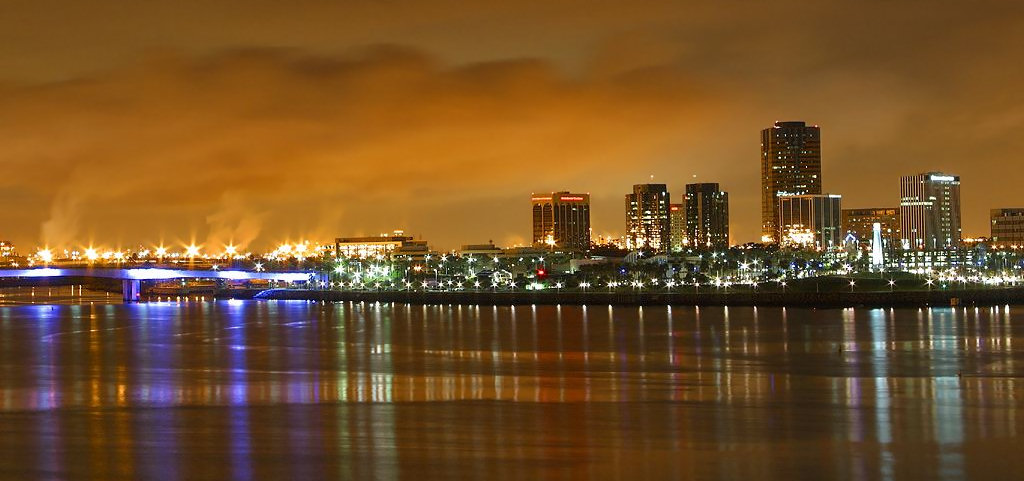
Downtown Long Beach. Nattfoto.

Downtown Long Beach är Long Beachs hjärta. Här ligger stadens större turistatraktioner och offentliga service samt åtskilliga företag. I området finns många hotell och restauranger som betjänar lokalbefolkning, turister och konventbesökare. Den ungefärliga gränsen för Downtown Long Beach är Los Angelesfloden i väster, Stilla Havet i söder, Alamitos Avenue i öster och 7th Street i norr.

## Kända personer från Long Beach
- Snoop Dogg - rap-artist
- Vince Staples(en) - rap-artist
- Nicholas Cage - skådespelare
- [[:en:KXNG Crooked|Kxng Crooked(en)]] - rap-artist

## G-Funk
Long Beach är även känt inom hip-hop musiken, som staden där g-funk är välkänt.